# Сырка (приток Ивкиной)

Сырка — река в России, протекает в Верхошижемском районе Кировской области. Устье реки находится в 44 км по левому берегу реки Ивкина. Длина реки составляет 10 км.
Исток реки северо-восточнее села Жёлтые Угорское сельское поселение в 15 км к северо-востоку от Верхошижемья. Река течёт на северо-восток, населённых пунктов по берегам и притоков не имеет. Впадает в Ивкину ниже деревни Угор.

## Данные водного реестра
По данным государственного водного реестра России относится к Камскому бассейновому округу, водохозяйственный участок реки — Вятка от города Киров до города Котельнич, речной подбассейн реки — Вятка. Речной бассейн реки — Кама.
По данным геоинформационной системы водохозяйственного районирования территории РФ, подготовленной Федеральным агентством водных ресурсов:
- Код водного объекта в государственном водном реестре — 10010300312111100034709
- Код по гидрологической изученности (ГИ) — 111103470
- Код бассейна — 10.01.03.003
- Номер тома по ГИ — 11
- Выпуск по ГИ — 1